# Мазомені (містечко, Вісконсин)
Мазомені (англ. Mazomanie) — місто (англ. town) в США, в окрузі Дейн штату Вісконсин. Населення — 1074 особи (2020).

## Демографія
Згідно з переписом 2010 року, у місті мешкало 1090 осіб у 437 домогосподарствах у складі 320 родин. Було 478 помешкань
Расовий склад населення:
| - 97,4 % — білих - 1,0 % — азіатів - 0,1 % — чорних або афроамериканців |

До двох чи більше рас належало 1,4 %. Частка іспаномовних становила 0,6 % від усіх жителів.
За віковим діапазоном населення розподілялося таким чином: 20,9 % — особи молодші 18 років, 68,2 % — особи у віці 18—64 років, 10,9 % — особи у віці 65 років та старші. Медіана віку мешканця становила 45,2 року. На 100 осіб жіночої статі у місті припадало 115,0 чоловіків;  на 100 жінок у віці від 18 років та старших — 113,4 чоловіків також старших 18 років.
Середній дохід на одне домашнє господарство  становив 79 057 доларів США (медіана — 70 066), а середній дохід на одну сім'ю — 90 439 доларів (медіана — 74 896). Медіана доходів становила 48 000 доларів для чоловіків та 36 250 доларів для жінок. За межею бідності перебувало 2,7 % осіб, у тому числі 1,3 % дітей у віці до 18 років та 5,8 % осіб у віці 65 років та старших.
Цивільне працевлаштоване населення становило 558 осіб. Основні галузі зайнятості: освіта, охорона здоров'я та соціальна допомога — 29,9 %, виробництво — 14,0 %, роздрібна торгівля — 10,2 %, будівництво — 10,0 %.